# Николаевка (Чкаловский поселковый совет)
Никола́евка (укр. Миколаївка) — село,
Чкаловский поселковый совет,
Чугуевский район,
Харьковская область.
Код КОАТУУ — 6325456703. Население по переписи 2001 года составляет 106 (47/59 м/ж) человек.

## Географическое положение
Село Николаевка находится у истоков реки Лебяжья,
ниже по течению примыкает село Николаевка (Лебяжский сельский совет, Чугуевский район).
На реке несколько запруд.
В 1,5 км от села проходит автомобильная дорога Р-07,
в 2,5 км расположена железнодорожная станция Пролесный.

## История
- 1929 — дата основания.